# Raamsdonksveer

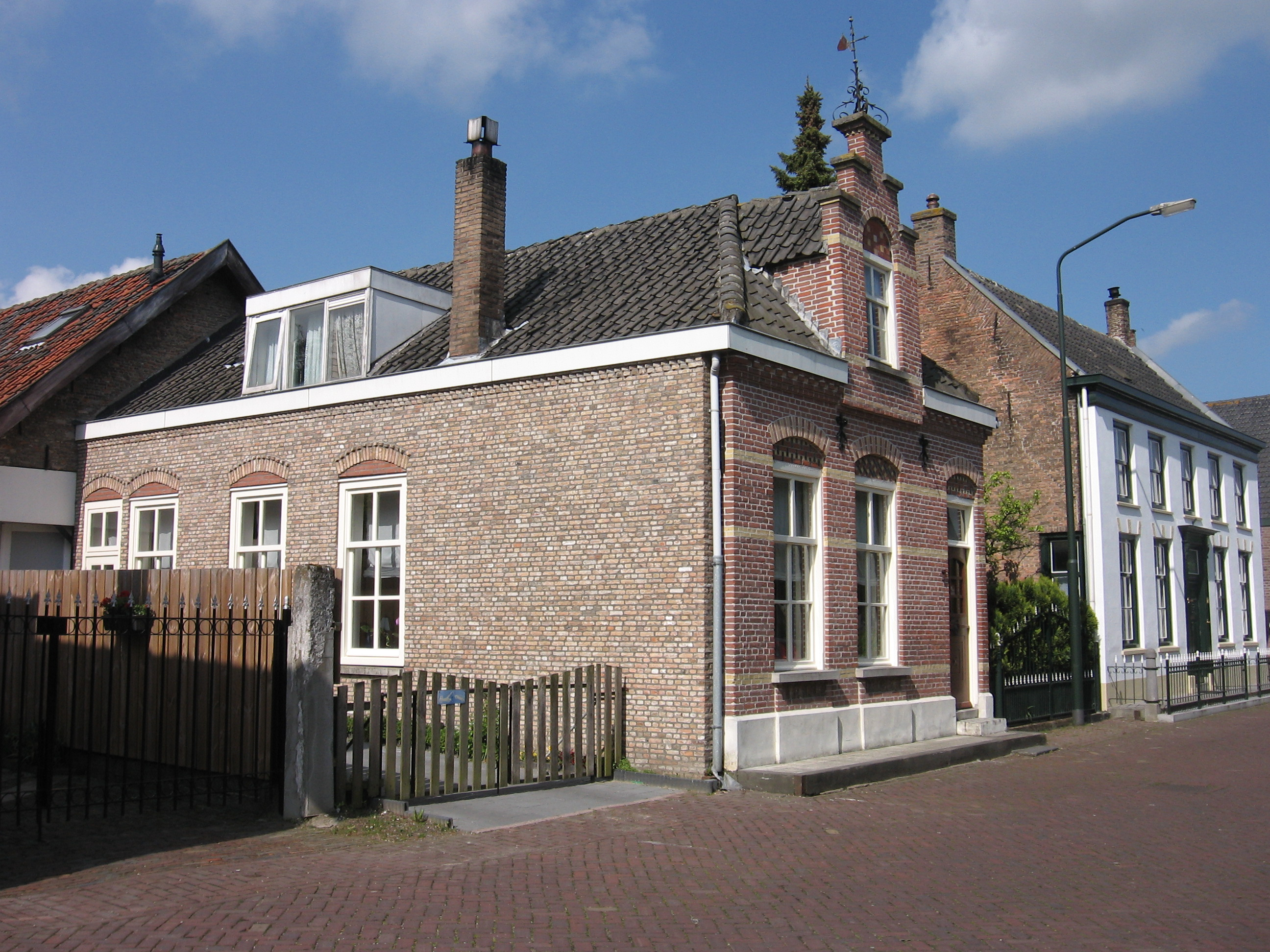
Edifici di Raamsdonksveer

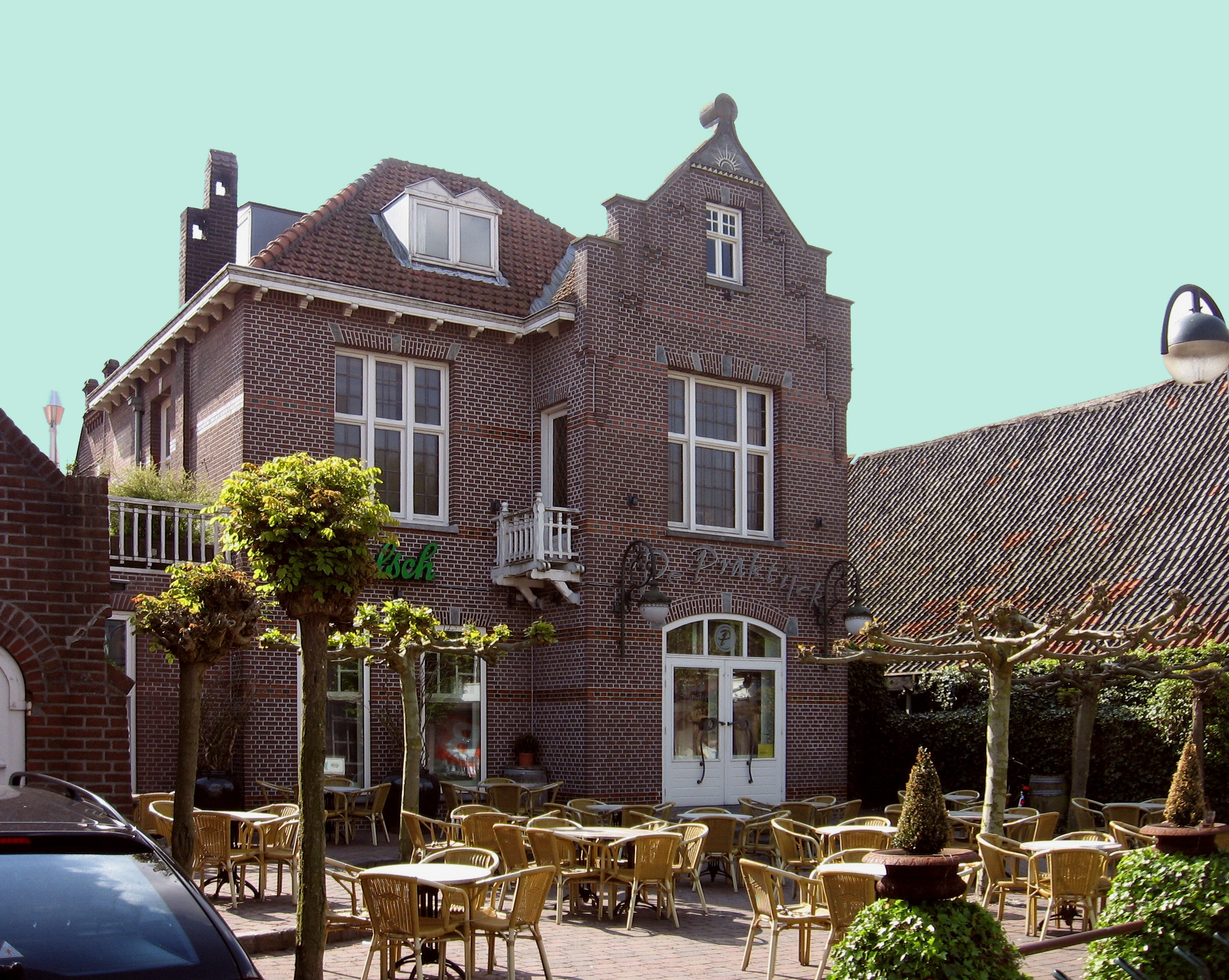
Edificio storico di Raamsdonksveer

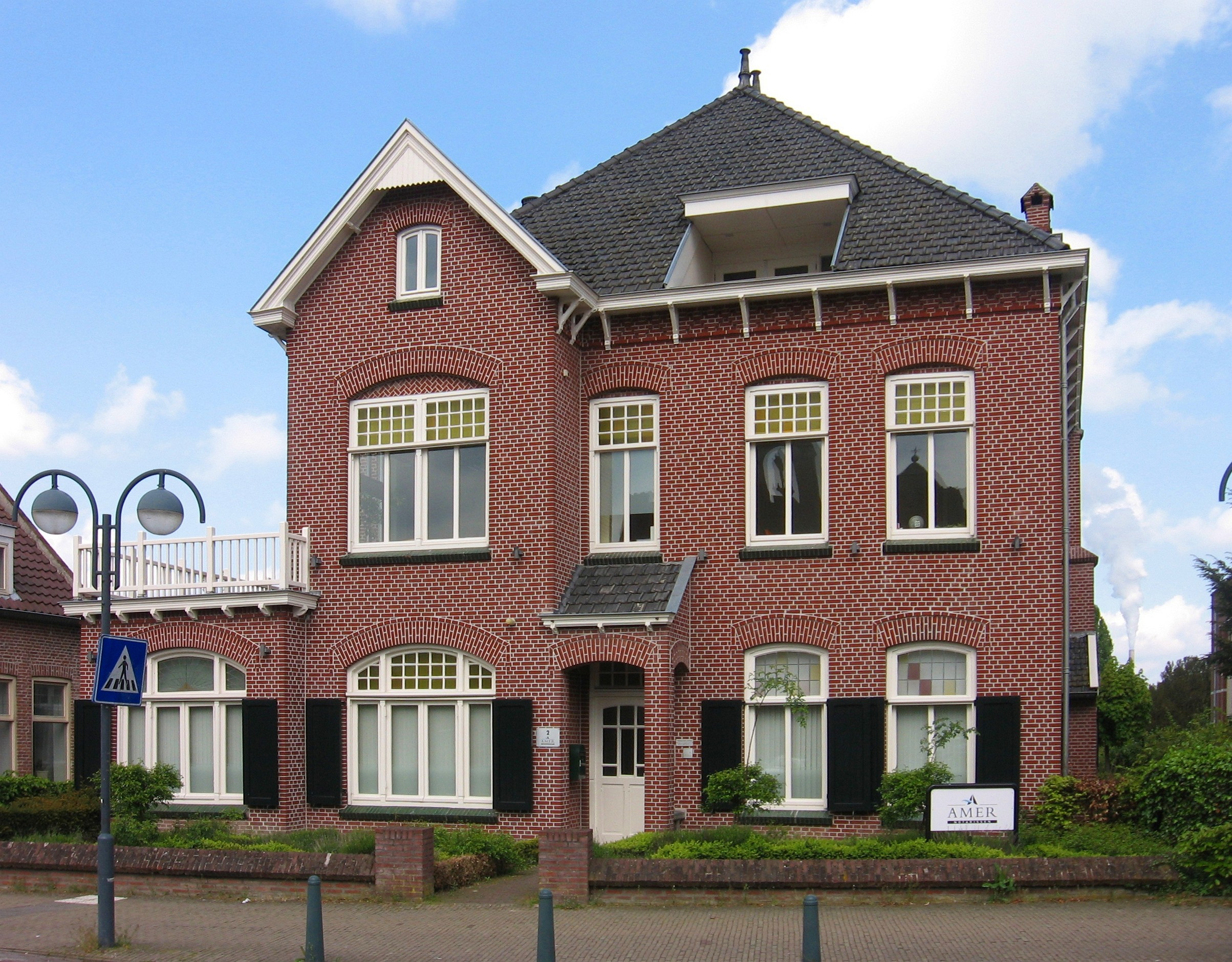
Altro edificio di Raamsdonksveer

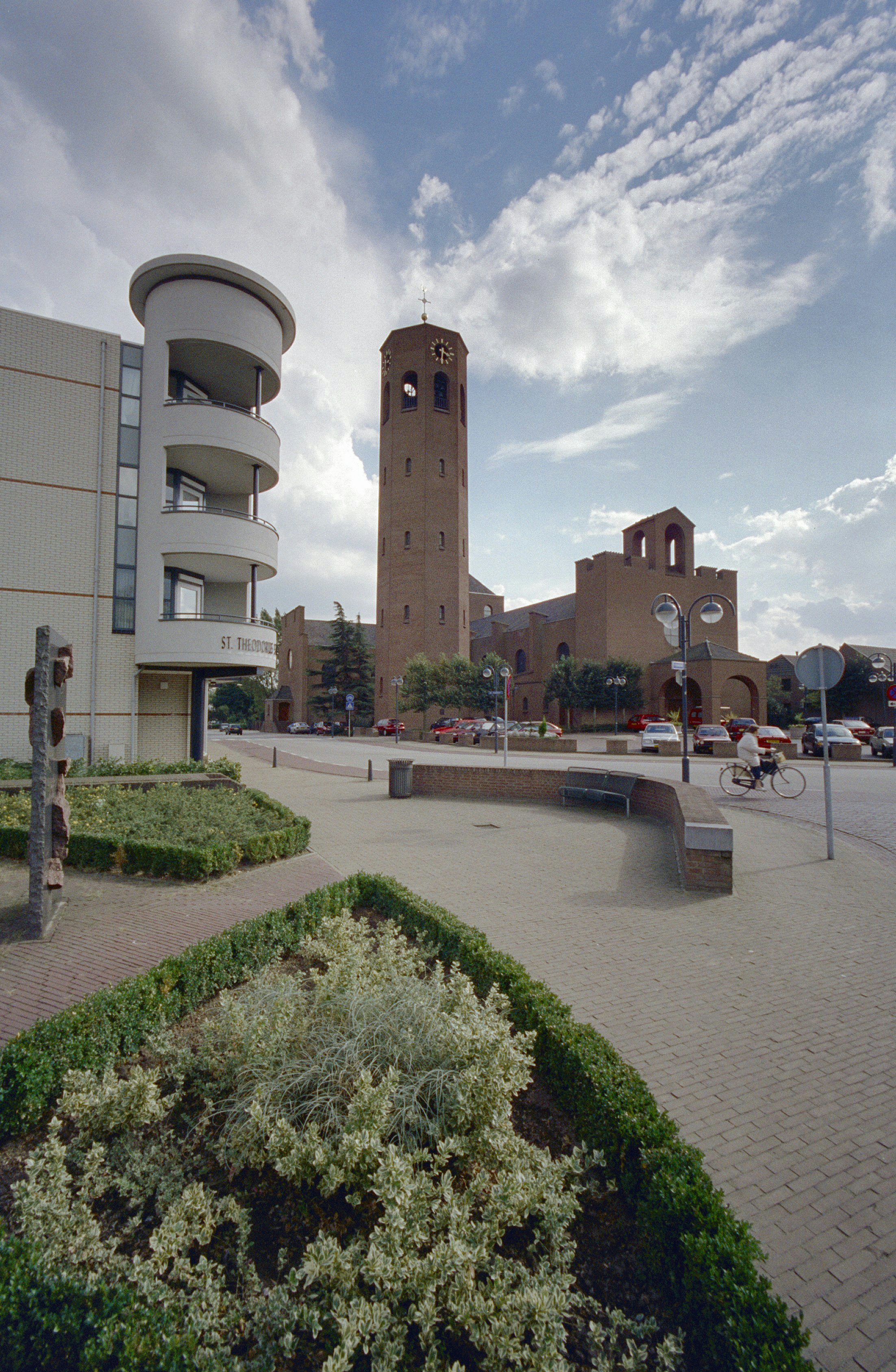
Raamsdonksveer: l'Onze Lieve Vrouwe Ten Hemelopnemingkerk

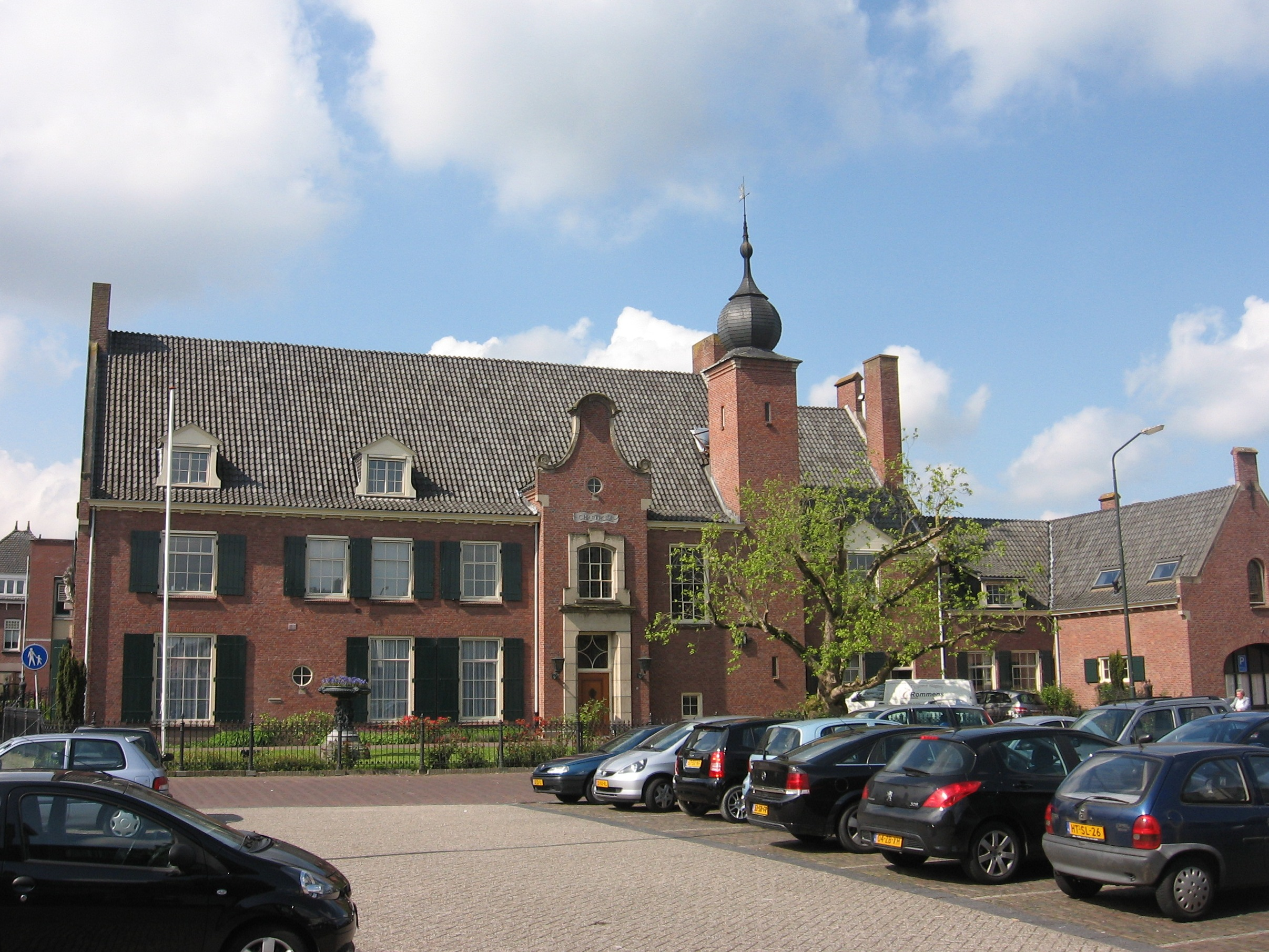
Raamsdonksveer: Villa Chartroise

Raamsdonksveer è una cittadina di circa 12.000 abitanti del sud-est dei Paesi Bassi, facente parte della provincia del Brabante Settentrionale e situata nella regione nota come Amerstreek (Brabante Occidentale). Dal punto di vista amministrativo, si tratta di una località del comune di Geertruidenberg; fino al 1996 aveva invece fatto parte della municipalità soppressa di Raamsdonk.

## Geografia fisica
La cittadina di Raamsdonksveer si trova nella parte nord-occidentale della provincia del Brabante Settentrionale, a sud del parco nazionale De Biesbosch ed è situata tra le località di Oosterhout e Werkendam (rispettivamente a nord della prima e a sud della seconda)  e tra le località di Made e Waalwijk (rispettivamente ad est della prima e ad ovest della seconda) , a circa 20 km  a nord/nord-est di Breda.

## Origini del nome
Il toponimo Raamsdonksveer, attestato anticamente come Raamsdonksche Veer (1838-1840) e come Veer-van-Raamsdonk(1846) significa letteralmente "traghetto (veer) di/per Raamsdonk".

## Monumenti e luoghi d'interesse
Raamsdonksveer conta 7 edifici classificati come rijksmonumenten e 23 edifici classificati come gemeentelijke monumenten.

### Architetture religiose

#### Onze Lieve Vrouwe ten Hemelopnemingkerk
Tra i principali edifici di Raamsdonksveer, figura la Onze Lieve Vrouwe ten Hemelopnemingkerk o Onze Lieve Vrouw Hemelvaart, un edificio religioso risalente al 1957 e costruito su progetto dell'architetto Kees de Bever.

#### Forte Lunette
Altro monumento di Raamsdonksveer è il Forte Lunette, un forte realizzato tra il 1837 e il 1839 a difesa della via Breda-Gorinchem.

### Architetture civili

#### Watertoren
Altro edificio e rijksmonument di Raamsdonksveer è la Watertoren (Raamsdonksveer)Watertoren, una torre di ... metri realizzata nel 1925 su progetto dell'architetto Hendrik Sangster.
|  |

#### Villa Chartroise
Sulla Heereplein si trova invece Villa Chartroise, una villa costruita tra il 1940 e il 1941 su progetto dell'architetto Kees de Bever, che fu residenza della famiglia Heere fino agli anni settanta, quando fu adibita a municipio.

#### Mulino De Onvermoeide
Altro edificio d'interesse è il mulino De Onvermoeide, un mulino a vento risalente al 1890.
|  |

## Geografia antropica

### Suddivisioni amministrative
Buurtschappen
- Keizersveer

## Sport
- VV Good Luck, squadra di calcio[10]
- SV Veerse Boys, squadra di calcio[11]
- Den Dunc Hercules Combinatie, squadra di hockey[12]